# Isola di Queimada Grande
L'isola di Queimada Grande (Ilha da Queimada Grande in portoghese) soprannominata isola dei serpenti è un'isola di 0,43 km² situata a 35 km dalla città di Peruíbe nello Stato di San Paolo, in Brasile. È l'unico habitat in cui è presente il serpente Bothrops insularis (ferro di lancia dorato). Secondo lo Smithsonian Institute, l'isola ospita tra i 2000 e i 4000 serpenti velenosi su una superficie di soli 0,43 km².
Per anni l'unico abitante è stato il guardiano del faro, poiché il tentativo di impiantare sull'isola una coltivazione di banane nei decenni scorsi è fallito. Attualmente il governo brasiliano, a causa dell'alta densità di serpenti velenosi, autorizza l'accesso all'isola solo ai ricercatori ed ai militari, obbligatoriamente accompagnati da un'équipe medica..

## Habitat
Oltre a un gran numero di esemplari di Bothrops insularis, sull'isola sono presenti insetti, lucertole e uccelli, mentre non esistono mammiferi.